# Guelmino Sándor
Guelmino Sándor (Újvidék, 1972. március 21. –) Jászai Mari-díjas magyar színházrendező, dramaturg.

## Életpályája
1987-ben Budapestre költözött nagymamájához. 1991-ben érettségizett a Toldy Ferenc Gimnáziumban. 1997-ben az ELTE Állam- és Jogtudományi Karán szerzett jogi diplomát, majd 2000-ben végzett a Színház- és Filmművészeti Főiskola színházrendező szakán, Babarczy László osztályában.
2001-től a Madách Kamaraszínház, 2004-től az Örkény István Színház tagja volt. 2005-től a Pesti Magyar Színház rendezője, 2010-2011 között a társulat művészeti igazgatója. 2011-től a tatabányai Jászai Mari Színházban rendez, mellette több vidéki színházban is vállal munkát.

## Rendezései

### Jászai Mari Színház
- Eisemann Mihály – Szilágyi László: Én és a kisöcsém
- Brian Clark: Mégis, kinek az élete?
- Martin McDonagh: A kripli
- Nyikolaj Erdman: Az öngyilkos
- Martin Sperr: Vadászjelenetek Alsó-Bajorországból
- Mark Haddon – Simon Stephens: A kutya különös esete az éjszakában
- Tadeusz Słobodzianek: A mi osztályunk
- Molnár Ferenc: Játék a kastélyban
- Henrik Ibsen: Nóra
- Woody Allen: Játszd újra, Sam!
- John Patrick Shanley: Kétely
- Edward Albee: Nem félünk a farkastól
- Szép Ernő: Lila ákác
- Tennessee Williams: A vágy villamosa
- Andrew Bovell: Ha elállt az eső
- Yasmina Reza: Az öldöklés istene
- Pintér Béla: Szutyok
- Molnár Ferenc: A testőr
- Peter Shaffer: Amadeus
- Székely Csaba: 10

## Díjai és kitüntetései
- Jászai Mari díj (2015)